# 1912 في فرنسا
فيما يلي قوائم الأحداث التي وقعت خلال عام 1912 في فرنسا.

## سياسة

### تعيين في المنصب
- 14 يناير – ألبير فرانسوا لوبران Minister of the Colonies ‏.

### انتهاء فترة المنصب
- 1 يناير – أوجين دوفور رئيس بلدية [الإنجليزية]‏.
- 14 يناير – ألبير فرانسوا لوبران Minister of the Colonies ‏.

## رياضة
- 7 أبريل – سباق باريس روبيه 1912 الفائزون غوستاف جريجو، Maurice Leturgie [الإنجليزية]‏، Charles Crupelandt [الإنجليزية]‏.

## مواليد

### يناير
- 1 يناير – جورج غوسدورف فيلسوف فرنسي.
- 2 يناير – بيير باربييه
- 15 يناير – ميشال دوبريه سياسي فرنسي.

### فبراير
- 7 فبراير – أميدي فورنييه درّاج طريق فرنسي.
- 20 فبراير – بيير بول روائي فرنسي.

### أبريل
- 14 أبريل – روبير دوانو مصور فرنسي.
- 15 أبريل – جورج بوكو لاعب كرة قدم فرنسي.

### مايو
- 16 مايو – ألفريد أستون لاعب كرة قدم فرنسي.

### يونيو
- 22 يونيو – ريموند ألين ممثلة فرنسية.
- 29 يونيو – رالف حبيب

### أغسطس
- 4 أغسطس – ماوريسي جويجي لاعب كرة قدم فرنسي.
- 5 أغسطس – أبي بيار قس كاثوليكي فرنسي.

### ديسمبر
- 7 ديسمبر – هنري توماس كاتب وشاعر فرنسي.
- 19 ديسمبر – ميشيل أندريه

## وفيات

### يونيو
- 12 يونيو – فريدريك باسي (مواليد 1822)

### يوليو
- 17 يوليو – هنري بوانكاريه (مواليد 1854)

### أغسطس
- 13 أغسطس – جول ماسينيه (مواليد 1842) ملحن فرنسي.